# Худобино
Худобино — деревня в Торопецком районе Тверской области. Относится к Скворцовскому сельскому поселению.

## География
Деревня расположена в 38 километрах к юго-западу от города Торопец. В километре к югу от деревни проходит автотрасса М9 Москва — Рига.
Климат
Деревня, как и весь район, относится к умеренному поясу северного полушария и находится в области переходного климата от океанического к материковому. Лето с температурным режимом +15…+20 °С (днём +20…+25 °С), зима умеренно-морозная −10…−15 °С; при вторжении арктических воздушных масс до −30…-40 °С.
Среднегодовая скорость ветра 3,5—4,2 метра в секунду.

## История
На топографической карте Фёдора Шуберта 1861—1901 годов обозначена деревня Худони. Имела 4 двора.
В списке населённых мест Псковской губернии за 1885 год значится деревня Худобино. Плотиченская волость Торопецкого уезда. 2 двора, 10 жителей.
На карте РККА 1923—1941 годов обозначена деревня Худобино. Имела 6 дворов.

## Население
| 2010 |
| ---- |
| 0    |

Население по переписи 2002 года — 6 человек.
Национальный состав
Согласно результатам переписи 2002 года, в национальной структуре населения русские составляли 100 % от жителей.